# Stéfane Perraud
 (février 2022).
La mise en forme du texte ne suit pas les recommandations de Wikipédia : il faut le « wikifier ».
Les points d'amélioration suivants sont les cas les plus fréquents. Le détail des points à revoir est peut-être précisé sur la page de discussion.
- Les titres sont pré-formatés par le logiciel. Ils ne sont ni en capitales, ni en gras.
- Le texte ne doit pas être écrit en capitales (les noms de famille non plus), ni en gras, ni en italique, ni en « petit »…
- Le gras n'est utilisé que pour surligner le titre de l'article dans l'introduction, une seule fois.
- L'italique est rarement utilisé : mots en langue étrangère, titres d'œuvres, noms de bateaux, etc.
- Les citations ne sont pas en italique mais en corps de texte normal. Elles sont entourées par des guillemets français : « et ».
- Les listes à puces sont à éviter, des paragraphes rédigés étant largement préférés. Les tableaux sont à réserver à la présentation de données structurées (résultats, etc.).
- Les appels de note de bas de page (petits chiffres en exposant, introduits par l'outil «  Source ») sont à placer entre la fin de phrase et le point final[comme ça].
- Les liens internes (vers d'autres articles de Wikipédia) sont à choisir avec parcimonie. Créez des liens vers des articles approfondissant le sujet. Les termes génériques sans rapport avec le sujet sont à éviter, ainsi que les répétitions de liens vers un même terme.
- Les liens externes sont à placer uniquement dans une section « Liens externes », à la fin de l'article. Ces liens sont à choisir avec parcimonie suivant les règles définies. Si un lien sert de source à l'article, son insertion dans le texte est à faire par les notes de bas de page.
- La présentation des références doit suivre les conventions bibliographiques. Il est recommandé d'utiliser les modèles {{Ouvrage}}, {{Chapitre}}, {{Article}}, {{Lien web}} et/ou {{Bibliographie}}. Le mode d'édition visuel peut mettre en forme automatiquement les références.
- Insérer une infobox (cadre d'informations à droite) n'est pas obligatoire pour parachever la mise en page.

Pour une aide détaillée, merci de consulter Aide:Wikification.
Si vous pensez que ces points ont été résolus, vous pouvez retirer ce bandeau et améliorer la mise en forme d'un autre article.
Stéfane Perraud, né le 7 août 1975 à Paris, est un artiste français qui vit et travaille à Montreuil.

## Biographie
Diplômé de l'École des arts décoratifs de Paris, il commence sa carrière de plasticien en 2007 après avoir été scénographe/vidéaste notamment avec Maurice Bénichou, Claude Buchwald et Eli Commins.
Il développe depuis plusieurs années des œuvres où l’art, la science et la fiction se rencontrent et s’interrogent. Dans cette exploration, il nourrit son travail de physique nucléaire, de géographie, mais aussi de science-fiction, de romantisme politique, d’ethnologie, de littérature contemporaine et archaïque, de techniques de pointe, anciennes ou perdues.
Son domaine de recherche, lié à l’énergie de la matière et de la lumière, le pousse régulièrement à collaborer avec des écrivains et des scientifiques. Son travail ouvre un dialogue parfois fictif, avec l’imperceptible et l’inframince. Ceci dans la perspective de relier les diverses activités de l’âme humaine avec l’intimité de la matière. Ses outils et formats de prédilection sont des hybridations qu’il puise et déconstruit dans les nouveaux médias et les sciences.

## Parcours
Ses travaux, ont été notamment exposés au Collège des Bernardins, à la Friche Bel de Mai, au Centquatre, au Musée des arts-décoratifs de Paris, à Maison Particulière à Bruxelles, à la Chambre Blanche au Québec, à La Triennale de Milan, et au Centre d’Art de l'Université de Manoa à Hawaï. Il participe à de nombreuses expositions collectives et foires d’art contemporain telles que Yia Art Fair, Drawing Now Art Fair, Volta Basel, Art Paris, Choices Paris...
Avec l'écrivain Aram Kebabdjian, il collabore à la création d'œuvres hybrides entre fiction narrative et installation plastique: Soleil noir, Isotopia, Zone bleue. Leurs travaux sont présentés et soutenus par diverses institutions, comme le Musée de la chasse à Paris, la Biennale Némo ou le BAL à Paris. En 2021, ils exposent leurs recherches autour de l'histoire et de la matière nucléaire dans l'exposition Demi Vie au Lieu unique à Nantes.

## Œuvres principales
- Zone bleue, installation de réalité virtuelle, en collaboration avec Aram Kebabdjian, 2021, Voyage à Nantes, Biennale Némo[4].
- Archives Gamma, avec Aram Kebabdjian, installation, performance, 2021[2].
- Sylvia, Installation sonore et visuelle au Collège des Bernardins, Nuit Blanche, Paris, France[5].
- Dessins hautes fréquences, machine à dessin, mur pignon de l'Hôtel Drawing Lab, rue de Richelieu à Paris, 2017[6].
- Isotopia, cycle d'œuvres sur le nucléaire, exposé au centre universitaire de Villeneuve d'Asc, et à Hawaï, 2015, 2017[7].
- Corps de Métier, Musée des Arts-décoratifs de Paris[8].
- Plus bleu que le bleu, installation multimédia, 2013[9].
- Flux, rosace illuminée Gare de l'Est, Paris, 2013[10].
- Lignes de faille, dessins électroniques, à la Galerie Plateforme à Paris et à la Galerie de Roussan à Paris, 2011-2015[11]
- Lueurs, Église Saint-Germain-l'Auxerrois de Paris, Nuit Blanche, 2008

## Collaborations
Depuis 2003, il collabore régulièrement avec artistes dans le milieu du théâtre, de la danse et de la performance, notamment avec Trajal Harrell, dans la création visuelle pour In the Mood for Franky au Moma à New York en 2016, et Monkey off My Back or the Cat's Meow au Schauspiele Haus de Zurich en 2021. Puis avec le metteur en scène Eli Commins (Writing Spaces et la série Breaking) et le chorégraphe Ali Moini.

## Publications
- “Zone bleue (3620)”/"Zone bleue (2052)”, avec textes d'Aram Kebabdjian, AOC, coll. “les imprimés d’AOC”, 2021[13].
- Invisible et insaisissable, invisible et intangible, ed. Centre des arts d'Enghien-les-Bains, Dominique Roland, 2011[14].
- Images Interactives, de Jean-Paul Fourmentraux, Art contemporain, recherche et création numérique, La Lettre volée, coll. « Essais », 2016[15].
- Mutations, d'Éric-Sébastien Faure-Lagorce, Les Arts Décoratifs – UCAD; Illustrated édition, 2015[16].
- Un immeuble une œuvre, 2015-2020, Alexia Guggemos, Emmanuelle Aublanc, In Fine Ed[17].